# Kotlin (wieś)
Kotlin – wieś w Polsce położona w województwie wielkopolskim, w powiecie jarocińskim, w gminie Kotlin nad rzeką Kotlinką.

## Historia
Przed 1300 rokiem Kotlin posiadał prawa miejskie. W latach 1954–1972 wieś należała i była siedzibą władz gromady Kotlin. W latach 1975–1998 miejscowość administracyjnie należała do województwa kaliskiego. Według danych z 2008 roku wieś zamieszkiwało 3416 osoby. Co roku w Kotlinie w pierwszej połowie października odbywa się Festiwal Solistów i Zespołów Akordeonowych.
Miejscowość jest siedzibą gminy Kotlin oraz ośrodkiem przemysłu spożywczego – działa tu Zakład Przetwórstwa Owocowo-Warzywnego Kotlin.

## Zabytki
- kościół pw. św. Kazimierza neogotycki z 1858 roku.
- ruiny pałacyku rodu Ogończyków z XVIII wieku.
- dworzec kolejowy

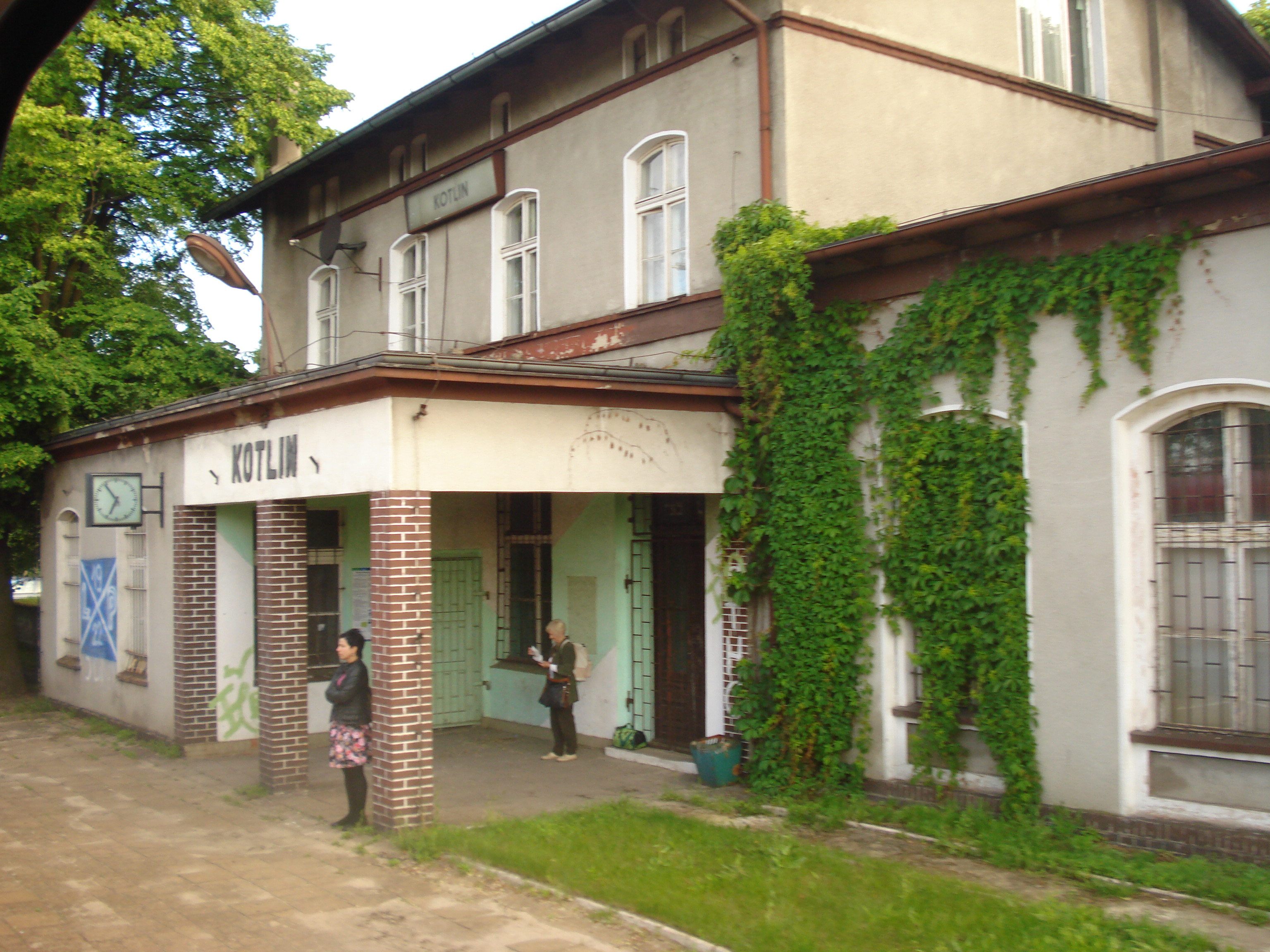
Stacja PKP w Kotlinie
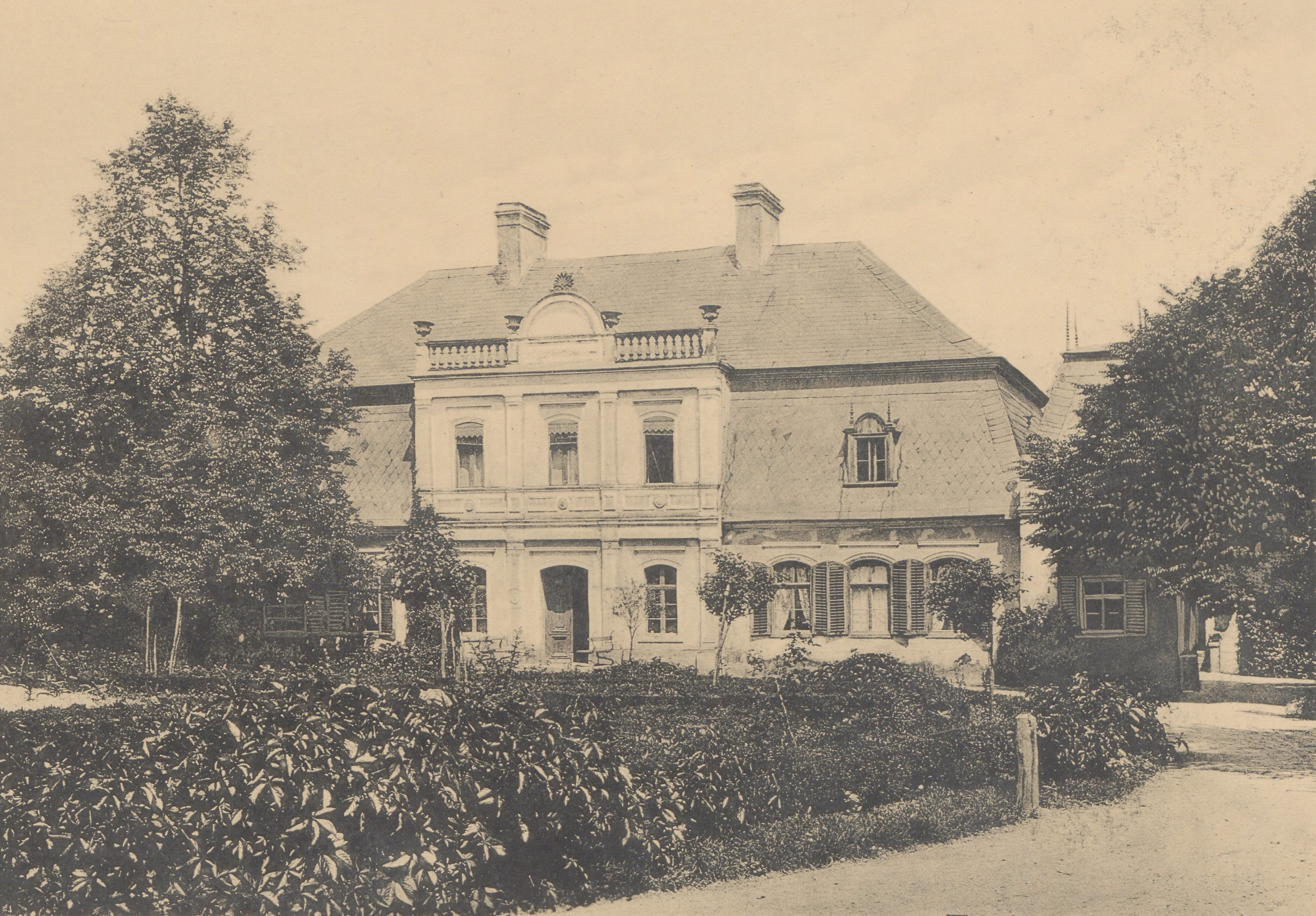
Widok dworu przed 1912

## Transport
Wieś leży przy linii kolejowej nr 272 Kluczbork – Poznań Główny, na której znajduje się stacja Kotlin.
- Droga krajowa nr 11: Kołobrzeg – Koszalin – Piła – Poznań – Bytom
- Droga krajowa nr 12: granica państwa – Łęknica – Żary – Głogów – Leszno – Kalisz – Sieradz – Piotrków Trybunalski – Radom – Lublin – Chełm – Berdyszcze – granica państwa

## Oświata
- Przedszkole „Słoneczko” w Kotlinie
- Szkoła Podstawowa im. Marii Konopnickiej z oddziałami gimnazjalnymi w Kotlinie.

## Sport
W Kotlinie działają:
- klub piłkarski Błękitni Sparta Kotlin
- klub kolarski UKS Victoria Kotlin
- koło PZW Karaś